# Naotaka Takeda
Naotaka Takeda (japanisch 武田 直隆 Takeda Naotaka; * 13. Juli 1978 in der Präfektur Shizuoka) ist ein ehemaliger japanischer Fußballspieler.

## Karriere
Takeda erlernte das Fußballspielen in der Schulmannschaft der Shimizu Higashi High School und der Universitätsmannschaft der Universität Tsukuba. Seinen ersten Vertrag unterschrieb er 2001 bei den Albirex Niigata. Der Verein spielte in der zweithöchsten Liga des Landes, der J2 League. Ende 2001 beendete er seine Karriere als Fußballspieler.